# O Resto É Silêncio (telenovela)
O Resto é Silêncio foi uma telenovela brasileira exibida pela TV Cultura entre 2 e 27 de novembro de 1981, escrita por Mário Prata, baseada num romance homônimo de Érico Veríssimo, com 20 capítulos.
A novela integrou o projeto Telerromance da emissora, com adaptações de obras literárias em telenovelas de curta duração.
Mário Prata dividiu a história em duas partes. Na primeira, os fatos ligados à morte de Joana. Do meio para o fim, a novela que Tônio escreveu.

## Sinopse
A queda de uma moça do décimo andar de um edifício liga todos os personagens. O escritor Tônio Santiago se inspira no acidente para escrever uma novela para a televisão.

## Elenco
- Fernando Peixoto - Tônio Santiago
- Maria Luiza Castelli - Lívia
- Carmem Monegal - Joana Karewska
- Luiz Armando Queiroz
- Kate Hansen
- Esther Góes
- Flávio Galvão
- Ênio Gonçalves
- Silvana Teixeira
- Maria Aparecida Baxter